# Jean-Dominique Cassini (1748-1845)
Il conte Jean-Dominique Cassini, detto Cassini IV (Parigi, 30 giugno 1748 – Thury-sous-Clermont, 18 ottobre 1845), è stato un astronomo e cartografo francese.
Era figlio di César-François Cassini de Thury, a sua volta figlio dell'astronomo Jacques Cassini e nipote del celebre astronomo italiano Gian Domenico Cassini, emigrato in Francia nel 1669.

Stemma famiglia Cassini

## Biografia
Suo padre era direttore dell'Osservatorio di Parigi, dove Jean-Dominique nacque nel 1748.
Nel 1768, già commissario dell'Accademia francese delle scienze, intraprese un viaggio in America, che descrisse poi in un libro pubblicato nel 1770. Nel 1787 prese parte all'analisi delle osservazioni dell'istituto parigino e del Royal Greenwich Observatory, sulla cui base doveva essere calcolata l'esatta differenza di longitudine tra i due osservatori.
Nel 1788 fu eletto all'American Academy of Arts and Sciences. Nel corso di un soggiorno in Inghilterra si recò, con Pierre Méchain e Adrien-Marie Legendre, in visita presso l'astronomo anglo-tedesco William Herschel nell'osservatorio di Slough.
Un resoconto dei suoi lavori fu edito nel 1791.
Tra l'altro, Cassini completò la carta di Francia di suo padre, che fu pubblicata nel 1793 dall'Accademia delle scienze e funse da base per l'Atlante nazionale, il quale rappresentava il paese suddiviso in dipartimenti.
Nel 1784 era subentrato al padre nel ruolo di direttore dell'osservatorio. I suoi piani di ricostruzione e riallestimento dopo la Rivoluzione francese si scontrarono tuttavia con la dura resistenza dell'Assemblea nazionale. Nell'insostenibilità della sua posizione, Cassini si dimise il 6 settembre 1793. L'anno seguente fu incarcerato, quindi, dopo il rilascio, si ritirò a Thury.
Nel 1810 uscirono le sue vaste Mémoires pour servir à l'histoire de l'observatoire de Paris, che tra l'altro contengono l'autobiografia del bisnonno Gian Domenico.